# Oorlog van Granada
De Oorlog van Granada (Spaans: Guerra de Granada) was een aantal militaire campagnes die tussen 1482 en 1492 werden uitgevoerd door Isabella I van Castilië en Ferdinand II van Aragon tegen het koninkrijk Granada onder het gezag van de Nasriden en hun koning Boabdil. De veldtocht werd bekend als de laatste kruistocht en eindigde met de capitulatie en het verdrag van Granada, waarmee een einde kwam aan de Reconquista en de islamitische heerschappij van de Moren op het Iberisch Schiereiland. In 1496 verleende paus Alexander VI voor deze verovering de eretitel Katholieke Koningen aan Isabella I en Ferdinand II.

## Verloop

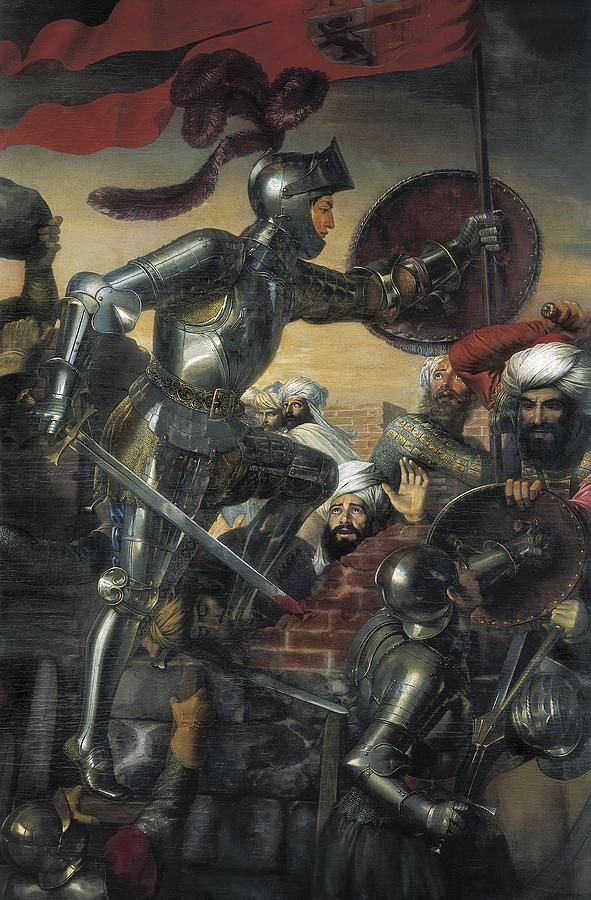
José de Madrazo y Agudo, El Gran Capitán en el asalto de Montefrío, (Alcázar van Segovia)

Deze oorlog begon nadat Granada in december 1481 een aanval op de stad Zahara lanceerde als vergelding voor een christelijke aanval. Granada veroverde de stad en maakte haar inwoners tot slaaf. Castilië en Aragón gebruikten dit vervolgens als rechtvaardiging voor het verklaren van de oorlog aan Granada. 
De oorlog, die tien jaar duurde, vond niet continu plaats, maar was een reeks seizoensgebonden militaire campagnes die in het voorjaar begonnen en in de winter weer stopten. De katholieke kant was sterk verenigd, hoewel de voornaamste oorlogsinspanning werd geleverd door Castilië en de inbreng van Aragon zich beperkte tot ondersteuning op zee. Ook was de veldtocht door de paus tot kruistocht verklaard, waarbij hij zowel geld als aflaten beschikbaar stelde, waardoor de kruisvaarders die op het slagveld omkwamen ervan verzekerd zouden zijn naar het paradijs te gaan. Dit trok ridders uit heel Europa aan, die via Galicië en Santiago de Compostella zich bij de katholieke troepen voegden. Granada was daarentegen verzwakt door interne conflicten en burgeroorlog, met name tussen leden van de familie van koning Baobdil. Wel stuurden Noord-Afrikaanse emirs en de sultan van Egypte hulp, maar koning Ferdinand voorkwam met zijn vloot de oversteek van deze hulptroepen.
In deze oorlog werd artillerie effectief door de christenen gebruikt om steden snel te veroveren - zonder artillerie moesten die lange tijd omsingeld zijn. Dit gebeurde voor het eerst in 1487 met Málaga. Als uiteindelijk alleen de hoofdstad Granada nog veroverd moet worden, besluit Ferdinand die stad niet aan te vallen, maar uit te hongeren door het land eromheen plat te branden. Op 2 januari 1492 gaf koning Boabdil in het Alhambra de sleutels van de stad over aan Castilië, en aanvaardde zelf, met zijn gevolg, de aftocht naar Noord-Afrika.

## Na de overgave van Granada
Na de oorlog eindigde de convivencia ("vreedzaam samenleven") tussen de religies op het Iberisch Schiereiland: het Alhambra-decreet in 1492 stelde dat joden katholiek moesten zijn. Zo niet, dan moesten ze Spanje verlaten. Na de opstand van Alpujjaras in 1501 moesten alle moslims in Granada ook katholiek worden en als ze weigerden, werden ze uit Spanje verbannen. Vanaf 1526 werd dit beleid in heel Spanje toegepast.
De val van Granada en daarmee het einde van de Reconquista wordt nog steeds elk jaar gevierd door de gemeenteraad van Granada.

## Betekenis
De oorlog van Granada betekende het eind van de bijna acht eeuwen durende Moorse aanwezigheid op het Iberisch Schiereiland. De katholieke koningen zagen de verovering van Granada als de vervolmaking van de herovering van het schiereiland die don Pelayo in 722 had ingezet. Aan christelijke kant betekende de oorlog van Granada, als eindstrijd van de Reconquista tegen een gemeenschappelijke vijand, een ongekende kans om onderlinge geschillen bij te leggen, en zo ontstond er een 'nationaal' gevoel van toebehoren aan Spanje. Spanje is hiermee een van de eerste landen in Europa waar een nationaal gevoel ontstaat. 
De oorlog wordt vanuit heel Europa gevolgd. Het continent gaat gebukt onder conflicten tussen christenen onderling, en de gebeurtenissen in Spanje, waar het christendom in gevecht is met wat als vijand van de westerse beschaving wordt gezien, en waar de Katholieke koningen de ene na de andere overwinning behalen, worden beschouwd als iets dat die conflicten overstijgt. In heel Europa is de vreugde groot na de verovering van Granada, vooral in Rome waar het wordt gezien als compensatie voor de val van Constantinopel in 1453. Als beloning verleent de paus het koningspaar dan ook officieel de titel Katholieke Koningen.
Lange tijd werd de stempel die de Moren op Spanje hebben gedrukt door historici en cultuurbeschouwers ontkent, en werd het land als ondubbelzinnig Katholiek gezien. Pas sinds in de moderne tijd de christelijke culturele dominantie vervangen is door het humanistische liberalisme, worden de Arabische invloeden op de Spaanse cultuur serieus beschouwd. Hierin zijn overigens niet de Spanjaarden zelf, maar de Amerikanen en de Duitsers de neutraalste initiatiefnemers geweest. 

## Veldslagen
- Slag om Lucena (1483)
- Beleg van Málaga (1487)
- Mudejar-opstand (1490)